# 村松時計製作所
村松時計製作所（むらまつとけいせいさくしょ）は東京都に本社を置く、日本の時計メーカーである。明治39年（1906年）創業。

## 概説
ブランドルーツは日本最初期の時計メーカー、村松時計製作所（明治39年）。創立者は村松恵一。懐中時計パシフィックを製造した甲野時計製作所（社長・甲野荘平）を大正11年（1922年）5月に買収し、 合資会社村松時計製作所を発足した。

## 沿革
幼少時山梨県より上京した恵一は、銀座の伊勢伊時計店で修行を重ね東京芝にて独立、明治26年に村松時計製作所の前身である“村松商店”を創立。他社では修理困難であった明治天皇愛用時計や宮殿内の時計の修理を成し遂げた事から、信頼を得て皇室御用達時計店として大正2年銀座竹川町（現在の銀座8丁目）に進出する。
大正10年には置時計の「プリンス」を制作、鉄道省の公用品としても採用され海外にも多く輸出した。一個人より発祥したブランド故、資料が少なく前記特化した製作をしていたので現在では“謎のPrinceプリンス”といわれる。同時に英三が製作したkeyfordキーフォードは海外輸出及び生産年数が短かった為に時計マニアの中ではシチズン15石と並んで“幻のKeyford キーフォード”と呼ばれている。東京上野の“国立科学博物館”及び長野県諏訪市“時の科学館儀象堂”には当時のkeyford キーフォードが保管、展示されている。
高級時計の輸入及びダイヤモンドの輸入により財をなし、銀座尾張町2丁（現在の銀座2丁目）及び京橋区中橋広小路に煉瓦造りの高層な店舗を構えた。この建物は当時絵はがきにもなり東京銀座の名所の一つとなった。同じく銀座に時計・貴金属を扱う村松商店及び村松本店を創設。都内に大小合わせ4カ所の工場を建設、貴金属・時計製作に乗り出した。上記、時計製作に携わっていた村松恵一は大正11年5月、日本郵船会社社長であった男爵近藤廉平（ヴェルサイユ条約にも参加）と甲野荘平の出資による製作所（パシッフィック）を金伍拾萬圓で池袋1丁目にあった工場を買収（工場敷地一千坪 建坪五百坪）。本格的に『Prince プリンス』懐中時計16型や置時計を製作を始めた（年間生産額40万個）。
当時日本では舶来時計が主流であった。国内で時計を作るのは当時の日本の技術では多大なる努力を要し、莫大なる投資も必要であった。前記、近藤廉平は男爵たる地位にて資産を減滅してもなお続かなかった経緯がある。村松恵一はダイヤモンド時計販売にて得た利益の全てを生涯時計製作につぎ込んだ。他の国産メーカーと異なり、一個人による企業買収という形で発足しているのは唯一無二である。この発足事業形態は、他社とは違う多種特化した時計会社を営む発端になる。
鐵道省（現在のJR）の公用品として採用され文部省中央気象室（現文部科学省気象庁）、大阪電気局等で認識される道へと続く。この時代に村松時計は、舶来時計と堂々と渡り合っていただけに留まらず海外にも輸出を成していた。
大正12年9月1日、関東大震災勃発。工場及び店舗に、多大なる打撃を被った。また、震災不景気が招き工員による労働紛争によって時計製造が一時中断された。二代目、村松英三を工場総長として就任。昭和6年工場の大改革を断行し製作を再開する。村松英三はベルリンより時計製造機械を購入。渡独の上3年間の研究を経て昭和9年、腕時計『fresh フレッシュ9型』を発表。翌昭和10年腕時計『Keyford キーフォード』を製作開始した。『Corona コロナ』といった腕時計次々と製作していった。Keyfordの腕時計の多くは7石と10石のムーブメントであるが、特に10石のムーブメント受けの仕上がりは同時期の機械よりはるかに優れていた。第二次世界大戦を期に昭和13年以来輸入時計は一切禁止になったので正に日本の時計は村松を含む4社に担われた。昭和14年国家総動員法に基づき商工省物価局の呼びかけによ業界側から村松英三、服部時計店支配、西尾中央時計工組理事、野村東京小売組長と松屋が招集。招集価格形成時計委員会が開催された。贅沢品販売制限規則を公布の後、1個50円を超える時計の販売が禁止されるに至った。昭和19年東京大空襲により工場が焼滅を期に生産を中断。戦後まもなく昭和28年金管理法が、全面改正されるとダイヤモンドを含み貴金属払い下げ業者、全国15社（内東京10社）の一つとして、村松商店は鑑定員として選ばれ販売をも託された。
昭和35年には、村松英三が日本で初めてスイスよりウオッチマスターなる、腕時計検査機器を輸入。無料にて公開した際には多くの時計の検査を求める人が群がり銀座7丁目の店舗から4丁目交差点まで行列をなし、警察が交通整理に動員された。3代目村松敬三の時代に入っても、時計の製作に於ける情熱は深く公用品、皇居参拝時計の製作皇室慶事記念時計等の製作販売は続けられた。また、全世界に先駆けデュアル時計（2カ国時計表示）を生産、米国にて特許を取得するなど時計の新しい形を提案し続けている